# Blšanka
Blšanka är ett vattendrag i Tjeckien. Det ligger i den nordvästra delen av landet, 60 km väster om huvudstaden Prag.